# Bellprat
Bellprat är en kommun i Spanien.   Den ligger i provinsen Província de Barcelona och regionen Katalonien, i den östra delen av landet, 400 km öster om huvudstaden Madrid. Arean är 31 kvadratkilometer. Bellprat gränsar till Santa Coloma de Queralt, Les Piles, Pontils, Sant Martí de Tous och Santa Maria de Miralles. 
Terrängen i Bellprat är kuperad åt sydost, men åt nordväst är den platt.